# سد کارون ۴
سد کارون ۴، سدی بتنی دو قوسی در منطقه منج شهرستان لردگان از توابع استان چهارمحال و بختیاری و بالادست شهرستان دزپارت در استان خوزستان است که در زمان ساخت بلندترین سد بتنی دو قوسی ایران و خاورمیانه بود. این سد، اولین سد در بالادست رودخانه کارون است که بر روی سرشاخه‌های اصلی شامل رود کوهرنگ، رود بازفت، رود بهشت‌آباد و رود ارمند احداث شده‌است.
سد کارون ۴ که در تیرماه سال ۱۳۹۰ توسط محمود احمدی نژاد رئیس‌جمهور افتتاح شد در جاده شهر لردگان به دهدز قرار دارد. از جمله اهداف ساخت این سد ذخیره آب و تولید سالانه ۲۱۰۰ گیگاوات ساعت بوده است. پل قوسی کارون ۴ بر روی دریاچه همین سد ساخته شده‌ که استان چهارمحال و بختیاری را به استان خوزستان به هم متصل می‌کند.

## اهداف و منافع سد کارون ۴
- تولید انرژی برق‌آبی متوسط سالانه به میزان ۲۱۰٧ گیگا وات ساعت
- کنترل آب‌های سطحی منطقه با مخزن ۳/۷ میلیارد مترمکعبی سد
- پیوستن به گروه سدهای زنجیره‌ای کارون و تنظیم آب رودخانه به منظور تأمین آب مورد نیاز صنعت و کشاورزی در دشت‌های پایین‌دست
- کنترل سیلاب‌های مخرب فصلی (وقوع سیلاب در زمان احداث سد دو مرتبه باعث تخریب سازه‌های وابسته به آن شد)[۲]

### پروژه‌های جانبی طرح
در بالادست و بر روی دریاچه این سد پل قوسی‌ بزرگ کارون ۴ اجرا شد که طول عرشه آن ۳۷۸ متر، طول دهانه آن ۳۰۰ متر و ارتفاع آن ۶۲ متر از سطح دریاچهٔ سد است و بزرگ‌ترین پل زیر قوسی ایران نامیده شده‌است.

## سازندگان
سد کارون ۴ به مهندسی علی اصغر خوشنویسان، پیمانکاری شرکت توسعه منابع آب و انرژی و توسط مهندس پترائوس نسلا کلو طراحی شده‌است. مطالعات نخستین طرح کارون ۴ در چارچوب طرح توسعه منابع آب و همچنین برنامه‌ریزی کلی منابع آب حوضه آبریز رودخانه کارون مطالعات مرحله نخست در سال ۱۳۷۴ و مطالعات مرحله دوم در سال ۱۳۷۶ توسط شرکت مهندسی مشاور «مهاب قدس» و شرکت توسعه منابع آب و نیروی ایران انجام شد.

### مقاطعه کاران ساخت
1. کارهای اصلی ساختمانی: دالیم (کره) و ساتو (ژاپن)
2. کارهای پیش از ساخت: ایلبائو (اتریش) و فورمن (ایران)
3. سازه فلزی هیدرولیکی: ماشین‌سازی اراک (ایران)
4. تجهیزات مکانیکی: فراب (ایران) و هاربین (چین)
5. تجهیزات الکتریکی و تهویه: فراب (ایران) و الین (اتریش)
6. سویچ گیر جی‌آی‌اس: آی ایی او (ایران)

## سرمایه‌گذاری، هزینه‌ها و منافع
طی برآورد اولیه هزینه‌های اجرای پروژه بالغ بر ۸۶۰۰ میلیارد ریال بوده که توسط منابع عمومی و داخلی همچون تسهیلات بانکی داخلی، اوراق مشارکت و نیز تسهیلات خارجی (فاینانس، وام) تأمین گردیده‌است. زیان‌های ناشی از طولانی شدن پروژه عبارت بوده از افزایش قیمت تمام شده طرح و همچنین عدم انتفاع از فروش برق تولید شده توسط نیروگاه آن. در نهایت منافع حاصل از تولید برق این سد بر اساس برآورد اولیه درآمد، سالانه برابر با ۱۳۵۳ میلیارد ریال تخمین زده شده‌است (بر حسب هر کیلو وات ساعت ۶۴۲ ریال).

## ترک خوردگی
در آبان ماه سال ۱۳۹۲ مشخص شد که این سد ترک خورده است، اما حسن رنجبران، مجری طرح سد و نیروگاه کارون ۴ اعلام کرد: «ترک خوردن سد طبیعی است، خاصیت بتن ترک خوردن است و تمام سدهای بتنی دنیا ترک می‌خورند.». در نتیجه در سال ۱۳۹۲ با توجه به تحقیقات صورت گرفته مشخص شد که اثر ترک خوردگی بتن به سبب زلزله‌های اخیر بوده و آبگیری زود هنگام و تسریع در احداث سد در این ترک خوردن موثر بوده است. هنگام اجرای پروژه با به کارگیری افزودنی بتن مقاومت آن را بالا بردند اما این احداث سریع بود که باعث ترک‌خوردگی آن شد. در نتیجه تا به امروز روش‌های متعددی را برای پایداری و مقاومت این پروژه به کار گرفته‌اند. در خرداد ماه سال ۱۳۹۳ این ترک که ۲۲-۲۰ متر در بدنه سد ادامه پیدا کرده بود با کمک تیم متخصص اسپانیایی ترمیم شد.

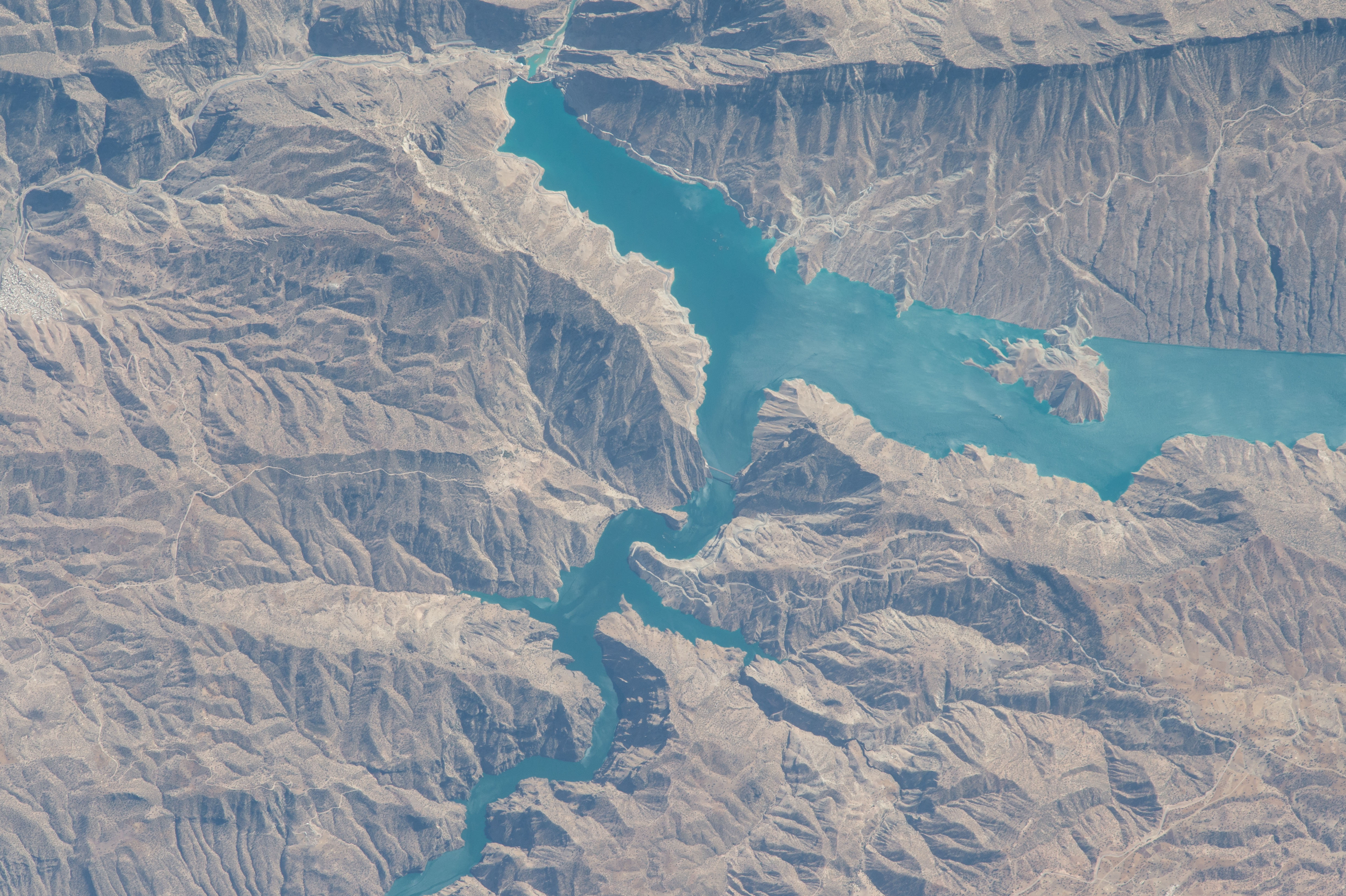
تصویر دریاچه سد کارون ۴ از دید دوربین ایستگاه فضایی بین‌المللی

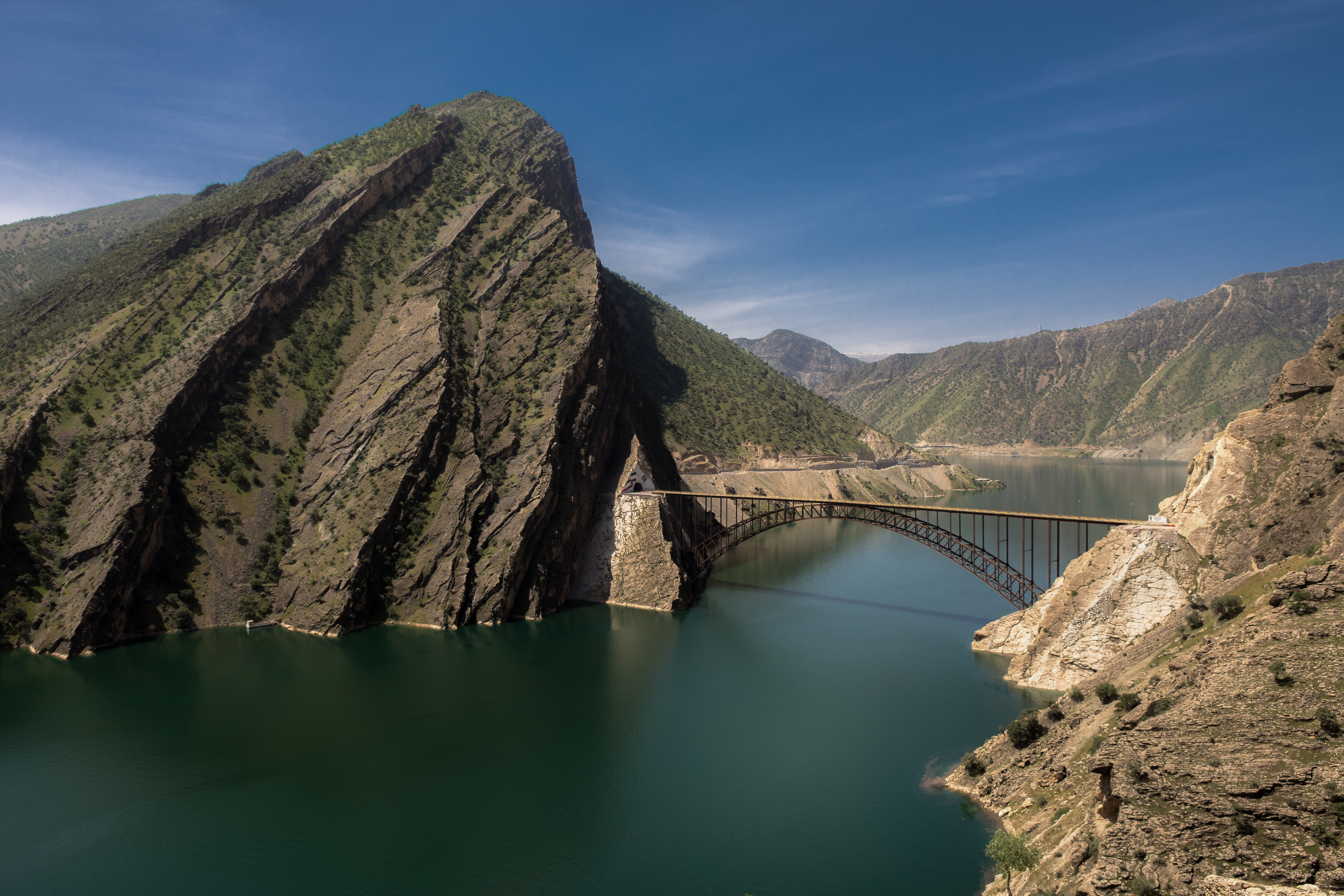
پل قوسی کارون ۴ که بر روی مخزن این سد ساخته شده‌است

## اطلاعات فنی نیروگاه
| مشخصات کلی نیروگاه                  | مشخصات کلی نیروگاه                           |
| ----------------------------------- | -------------------------------------------- |
| نوع نیروگاه                         | سطحی                                         |
| انرژی متوسط سالیانه                 | ۲۱۰۷ گیگا وات ساعت                           |
| ظرفیت نیروگاه                       | ۱۰۰۰ مگاوات                                  |
| تعداد واحد                          | ۴ واحد ۲۵۰ مگاواتی                           |
| حداقل تراز بهره‌برداری               | ۹۹۶+ متر از سطح دریا                         |
| ابعاد نیروگاه                       | ۱۲۰ متر طول × ۲۲متر عرض × ۶۵ متر ارتفاع      |
| حجم حفاری                           | ۹۴۲۰۰۰ مترمکعب                               |
| حجم بتن‌ریزی                         | ۱۸۰۰۰۰ مترمکعب                               |
| مشخصات توربین نیروگاه               |                                              |
| نوع توربین                          | فرانسیس با محور عمودی                        |
| سرعت چرخش توربین                    | ۱۸۷/۵ دور در دقیقه                           |
| حداکثر راندمان توربین در هد نرمال   | ۹۵/۷٪                                        |
| هد نرمال بهره‌برداری                 | ۱۹۱ متر                                      |
| قدرت تولید در هد نرمال              | ۲۵۵ مگاوات                                   |
| دبی طراحی برای هر واحد              | ۱۷۱ مترمکعب در ثانیه                         |
| سطر رانر                            | ۴/۸ متر                                      |
| مشخصات ژنراتور نیروگاه              |                                              |
| ولتاژ نامی                          | ۱۵/۷۵ کیلوولت                                |
| قدرت خروجی نامی (هر واحد)           | MVA۲۶۳                                       |
| قدرت خروجی حداکثر (هر واحد)         | MVA۳۰۰                                       |
| فرکانس نامی                         | ۵۰ هرتز                                      |
| تعداد قطب‌ها                         | ۳۲                                           |
| مشخصات ترانسفورماتورهای اصلی        |                                              |
| تعداد                               | ۱۳ دستگاه (۱۲ دستگاه اصلی و یک دستگاه ذخیره) |
| نوع                                 | تک فاز                                       |
| قدرت نامی                           | ۱۰۰ مگاولت آمپر (تکفاز)                      |
| ولتاژ نامی اولیه                    | KV ۱۵/۷۵                                     |
| ولتاژ نامی ثانویه                   | KV(410/√۳)±5%kv                              |
| سیستم خنک‌کننده                      | OFWF                                         |
| مشخصات کلیدخانه                     |                                              |
| نوع پست                             | GIS                                          |
| ولتاژ نامی                          | ۴۰۰ کیلوولت                                  |
| آرایش                               | باس‌بار دوبل                                  |
| تعداد رآکتور                        | یک رآکتور ۵۰ مگاوار                          |
| جرثقیل اصلی نیروگاه                 |                                              |
| نوع                                 | سقفی                                         |
| تعداد                               | ۲ دستگاه                                     |
| ظرفیت کل باربری                     | ۶۰۰ تن                                       |
| دهانه عبور                          | ۲۳/۷ متر                                     |
| مشخصات تونل‌های آب بر نیروگاه        |                                              |
| تعداد تونل                          | ۴ رشته                                       |
| مجموع طول پوشش فلزی در تونل‌های آب‌بر | ۸۴۰ متر                                      |
| طول کل تونل‌ها                       | ۱۴۲۶ متر                                     |
| تعداد کل استرک‌ها                    | ۱۷۲ عدد                                      |
| طول شفت‌های عمودی                    | ۲۱۲ متر                                      |
| قطر استرک                           | ۶ متر                                        |
| حجم کل حفاری                        | ۱۸۷۶۰۰ مترمکعب                               |
| طول استرک                           | ۵ متر                                        |
| حجم کل بتن‌ریزی تونل‌ها               | ۳۶۰۰۰ مترمکعب                                |
| وزن هر استرک                        | ۱۶ تا ۲۹ تن                                  |
| حجم بتن‌ریزی پشت پوشش فلزی           | ۲۱۰۰۰ مترمکعب                                |
| پانویس                              |                                              |

## نگارخانه

### سد در حال ساخت

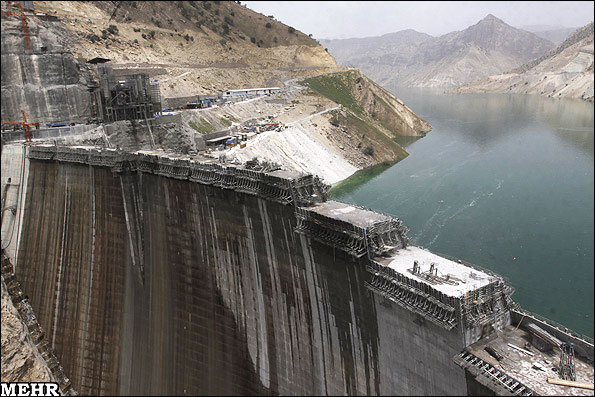
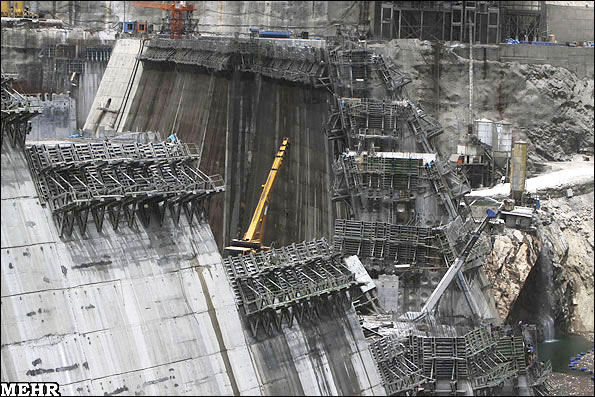
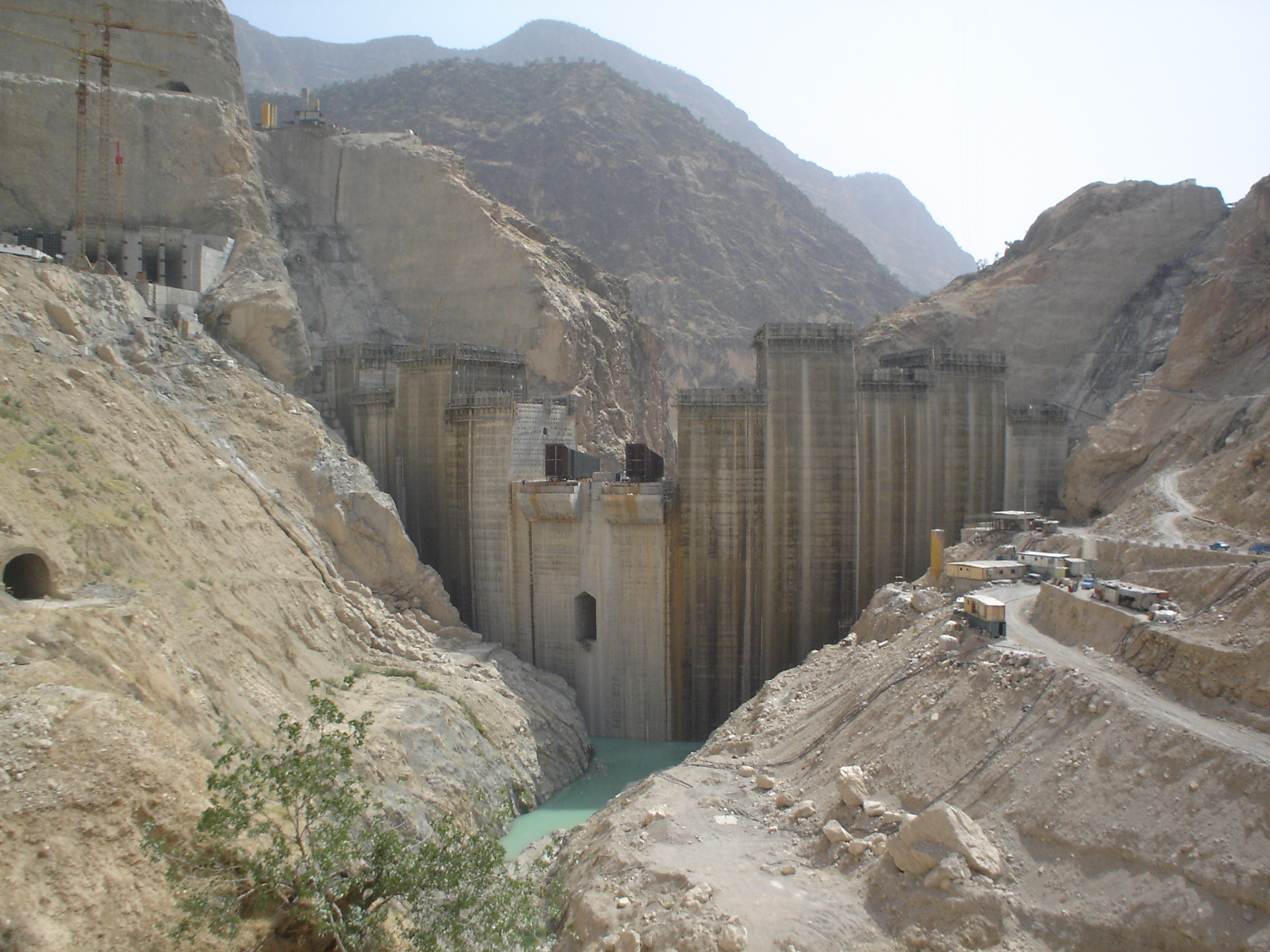
دیواره سد کارون ۴ در دست احداث در سال ۱۳۸۷
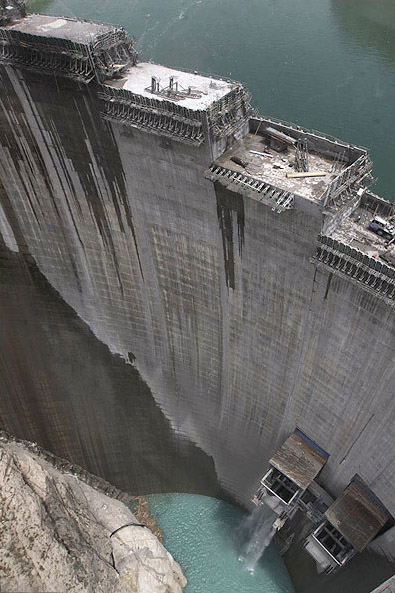

### دریاچه سد و طبیعت پیرامون

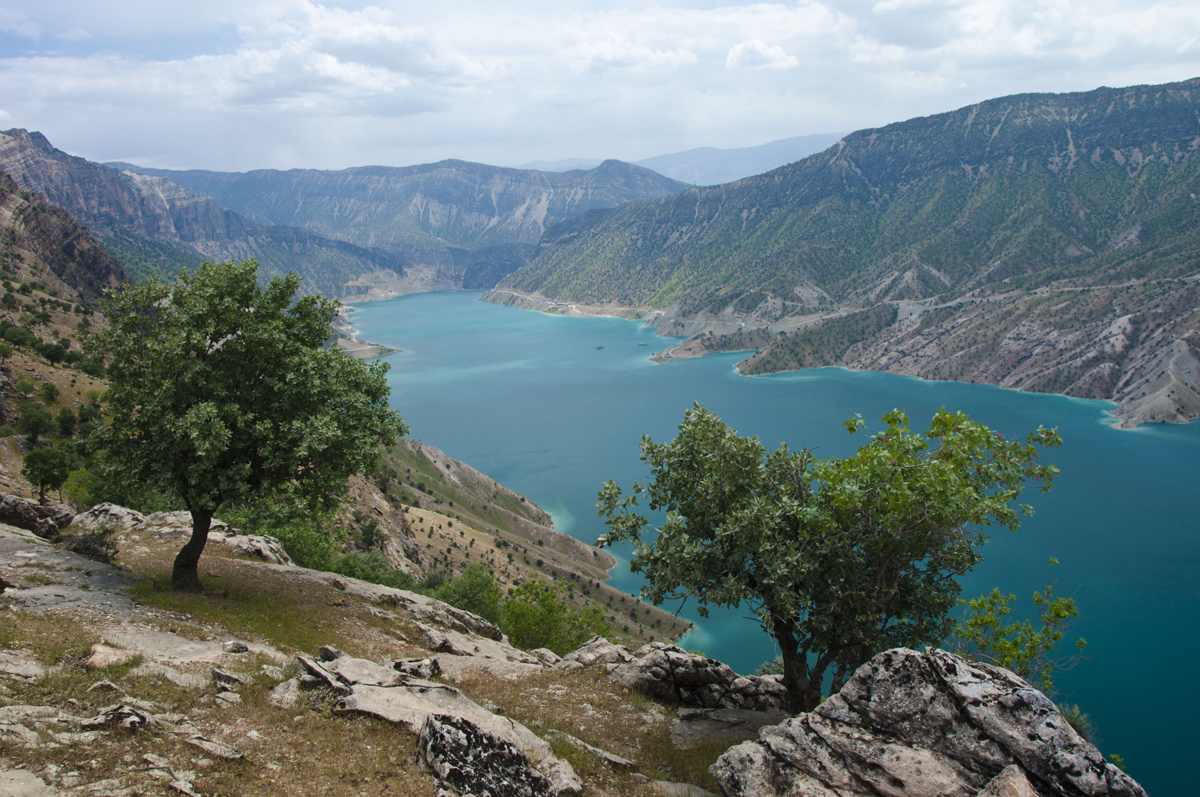
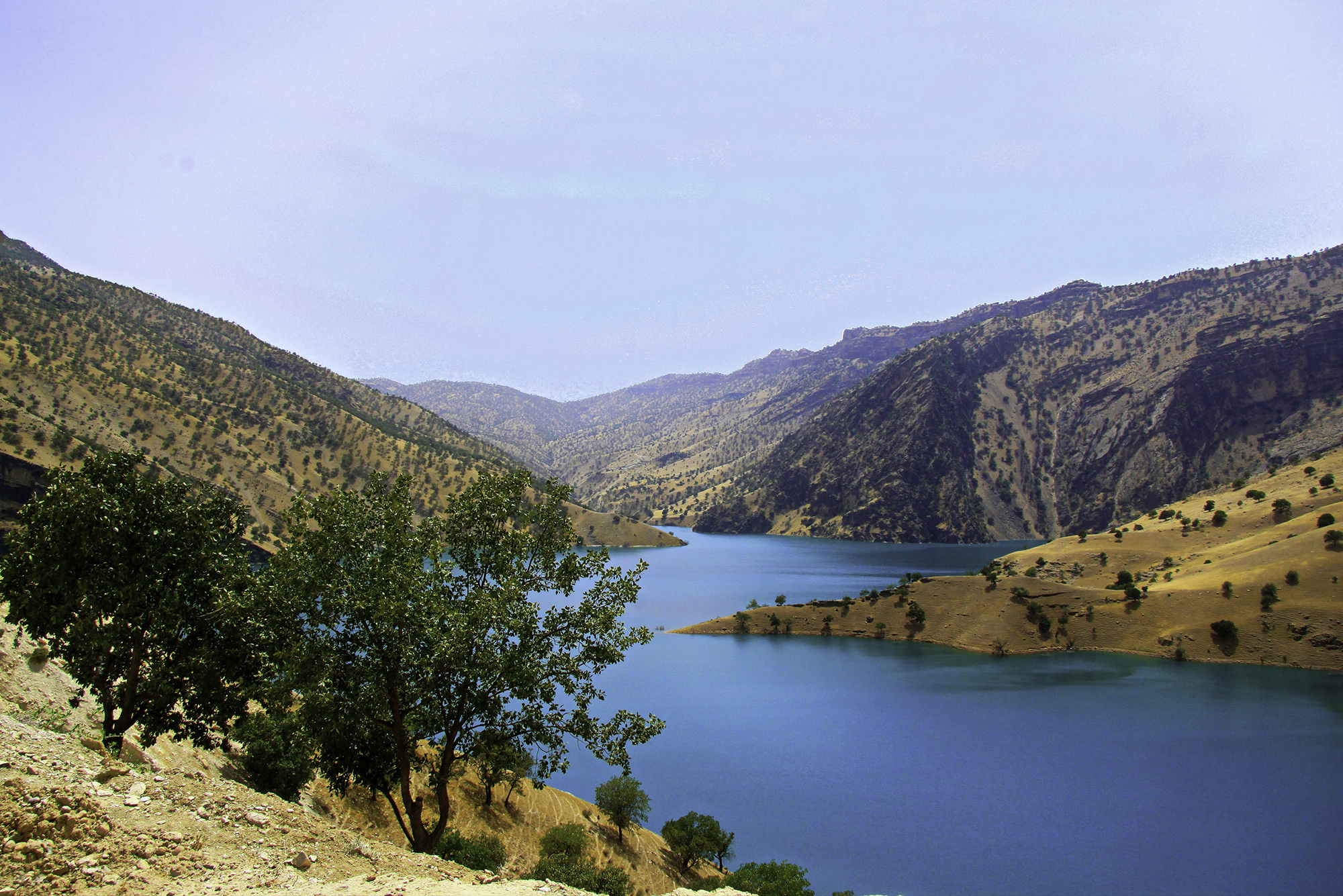
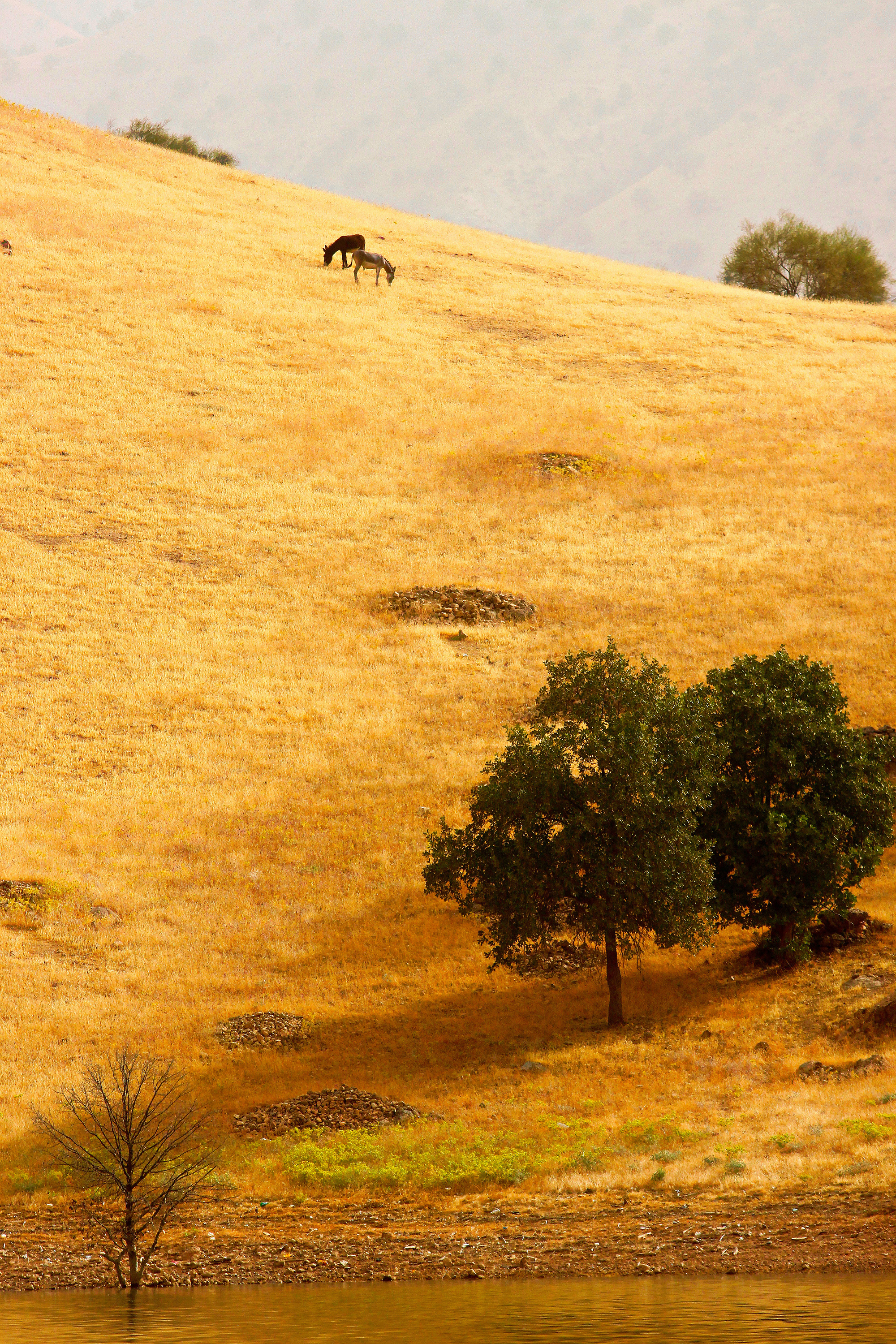
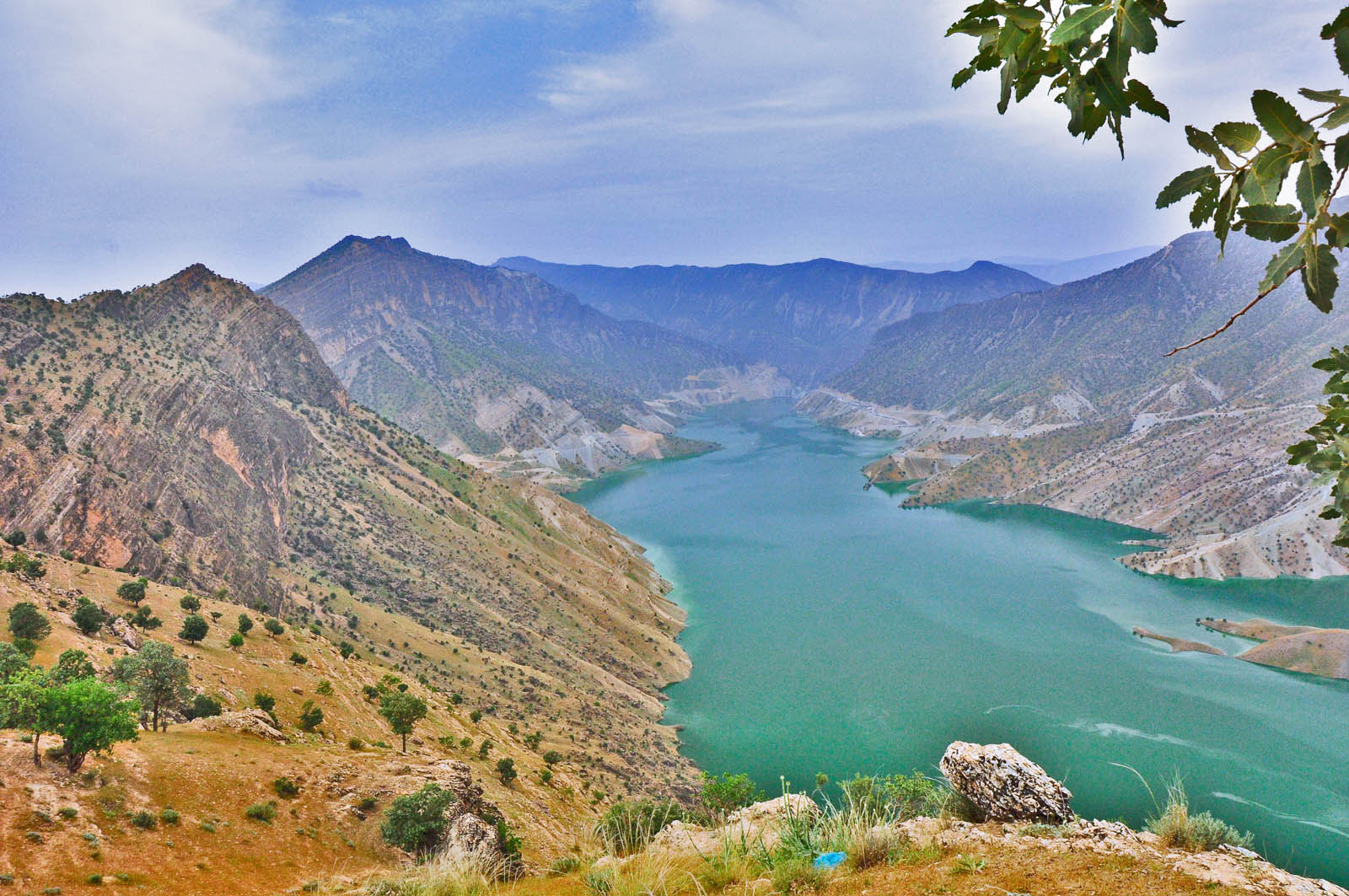